# Bruno Foliados
Bruno Foliados, vollständiger Name Bruno Foliados Suárez, (* 17. Januar 1992 in Montevideo) ist ein uruguayischer Fußballspieler.

## Karriere
Der 1,70 Meter große Mittelfeldakteur Foliados stand mindestens seit 2012 bei Defensor Sporting unter Vertrag. Dort wurde er im Jahr 2012 fünfmal in der Copa Libertadores Sub-20 eingesetzt (kein Tor), bei der sein Verein das Finale erreichte. Im Viertelfinale gegen den peruanischen Verein Universitario de Deportes verwandelte er im Elfmeterschießen den entscheidenden Strafstoß, der den Einzug ins Halbfinale sicherte. In der Spielzeit 2012/13 kam er in der Primera División allerdings nicht zum Einsatz. Sodann wechselte er Ende Januar 2013 auf Leihbasis nach Brasilien zu Toledo Colônia Work. Von dort kehrte er zur Saison 2013/14 zu Defensor zurück. In jener Spielzeit bestritt er ein Ligaspiel in der Apertura Apertura. Bis zum Abschluss der Clausura 2014 kam ein weiteres Erstligaspiel nicht hinzu. 2014 wechselte er zum Zweitligisten Boston River. In der Saison 2014/15 wurde er 19-mal in der Segunda División eingesetzt und traf dabei viermal ins gegnerische Tor. Mitte Juli 2015 schloss er sich dem Erstligisten Sud América an. In der Apertura 2015 absolvierte er sieben Erstligaeinsätze (kein Tor). Ende Januar 2016 wechselte er nach Honduras zu Real España. Dort bestritt er 13 Spiele (kein Tor) in der Liga Nacional. Mitte Juli 2016 band er sich ein weiteres Mal an die zuvor in die höchste uruguayische Spielklasse aufgestiegene Mannschaft Boston Rivers. In der Saison 2016 kam er elfmal (kein Tor) in der Liga zum Einsatz. Anfang 2020 wechselte Foliados nach Ecuador zu Deportivo Cuenca, verließ den Klub aber im Oktober wieder um sich in seiner Heimat dem Cerro Largo FC anzuschließen. Hier blieb er bis März 2021. Im April unterzeichnete Foliados dann beim CA Cerro.